# Ditassa acerifolia
Ditassa acerifolia là một loài thực vật có hoa trong họ La bố ma. Loài này được Lasser & Maguire mô tả khoa học đầu tiên năm 1950.